# Шпёк (Штутензее)
Шпёк (нем. Spöck) — община в Германии, в земле Баден-Вюртемберг.
Подчиняется административному округу Карлсруэ. Входит в состав района Карлсруэ. Является одним из городских районов города Штутензее. Население составляет 4 318 человек (на 31 декабря 2010 года). 
Граничит на западе и юге с тремя другими районами города Штутензее, Бланкенлохом, Фридрихшталем и Штаффортом, на севере с Нойтардом, на юге с городом Карлсруэ и на западе с Линкенхаймом-Хохштеттеном.

## История
Шпёк впервые документально упоминался в 865 году и принадлежал тогда епархии Шпайера. С того времени название неоднократно менялось: : "Spaha", "Speki" und "Spechaa" и означало "дамбу из сплетения ив и прутов". Об последних этих именах напоминает и сегодня улица Спехааштрассе (Spechaa-Straße).

## Экономика
Основными отраслями промышленности являются выращивание спаржи и розничная торговля. В течение последних лет, размещены некоторые компании, специализирующиеся в области электроники (например, MSC).

## Достопримечательности
- Католическая церковь св. Елизаветы (St. Elisabeth Kirche) (1958)[2]
- Музей гугенотов (краеведческий)[3]
- Евангелическая церковь (Evangelische Kirche Friedrichstal)[4]
- Парк отдыха (зоосад)[5]  -->

## Инфраструктура
Через населённый пункт проходят ветка региональных электричек сети Deutsche Bahn и северная ветка трамвая Карлсруэ — маршрут S2.

## Галерея изображений
- Ратхаус в Шпёке
- Евангельская церковь в Шпёке
- Католическая церковь в Шпёке
- Могила Алоиза Хенхёфера
- Железнодорожная станция в Шпёке